# Vittoria Guazzini
Vittoria Guazzini (Pontedera, 26 de diciembre de 2000) es una deportista italiana que compite en ciclismo en las modalidades de pista y ruta.
Participó en dos Juegos Olímpicos de Verano, obteniendo una medalla de oro en París 2024, en la prueba de madison (junto con Chiara Consonni), y el sexto lugar en Tokio 2020, en la prueba de persecución por equipos.
Ganó dos medallas en el Campeonato Mundial de Ciclismo en Pista, en los años 2022 y 2024, y doce medallas en el Campeonato Europeo de Ciclismo en Pista entre los años 2019 y 2025.
En carretera obtuvo dos medallas en el Campeonato Mundial de Ciclismo en Ruta de 2022 y seis medallas en el Campeonato Europeo de Ciclismo en Ruta entre los años 2020 y 2024.

## Medallero internacional
| Juegos Olímpicos   | Juegos Olímpicos         | Juegos Olímpicos  | Juegos Olímpicos        |
| Año                | Lugar                    | Medalla           | Competición             |
| ------------------ | ------------------------ | ----------------- | ----------------------- |
| 2024               | París (Francia)          | Medalla de oro    | Madison                 |
| Campeonato Mundial |                          |                   |                         |
| Año                | Lugar                    | Medalla           | Competición             |
| 2022               | Saint-Quentin (Francia)  | Medalla de oro    | Persecución por equipos |
| 2024               | Ballerup (Dinamarca)     | Medalla de bronce | Persecución por equipos |
| Campeonato Europeo |                          |                   |                         |
| Año                | Lugar                    | Medalla           | Competición             |
| 2019               | Apeldoorn (Países Bajos) | Medalla de bronce | Persecución por equipos |
| 2020               | Plovdiv (Bulgaria)       | Medalla de oro    | Madison                 |
| 2020               | Plovdiv (Bulgaria)       | Medalla de plata  | Persecución por equipos |
| 2022               | Múnich (Alemania)        | Medalla de plata  | Persecución por equipos |
| 2022               | Múnich (Alemania)        | Medalla de bronce | Persecución individual  |
| 2023               | Grenchen (Suiza)         | Medalla de plata  | Persecución por equipos |
| 2023               | Grenchen (Suiza)         | Medalla de bronce | Madison                 |
| 2024               | Apeldoorn (Países Bajos) | Medalla de oro    | Persecución por equipos |
| 2024               | Apeldoorn (Países Bajos) | Medalla de bronce | Madison                 |
| 2025               | Heusden-Zolder (Bélgica) | Medalla de oro    | Persecución por equipos |
| 2025               | Heusden-Zolder (Bélgica) | Medalla de plata  | Persecución individual  |
| 2025               | Heusden-Zolder (Bélgica) | Medalla de plata  | Madison                 |

| Campeonato Mundial | Campeonato Mundial     | Campeonato Mundial | Campeonato Mundial              |
| Año                | Lugar                  | Medalla            | Competición                     |
| ------------------ | ---------------------- | ------------------ | ------------------------------- |
| 2022               | Wollongong (Australia) | Medalla de oro     | Contrarreloj sub-23             |
| 2022               | Wollongong (Australia) | Medalla de plata   | Contrarreloj por relevos mixtos |
| Campeonato Europeo |                        |                    |                                 |
| Año                | Lugar                  | Medalla            | Competición                     |
| 2020               | Plouay (Francia)       | Medalla de bronce  | Contrarreloj por relevos mixtos |
| 2021               | Trento (Italia)        | Medalla de oro     | Contrarreloj sub-23             |
| 2022               | Anadia (Portugal)      | Medalla de plata   | Contrarreloj sub-23             |
| 2022               | Anadia (Portugal)      | Medalla de plata   | Ruta sub-23                     |
| 2023               | Drenthe (Países Bajos) | Medalla de plata   | Contrarreloj por relevos mixtos |
| 2024               | Limburgo (Bélgica)     | Medalla de oro     | Contrarreloj por relevos mixtos |

## Palmarés
2020
- 3.ª en el Campeonato de Italia Contrarreloj

2021
- Campeonato Europeo Contrarreloj sub-23

2022
- Tour de Bretaña
- 2.ª en el Campeonato de Italia Contrarreloj
- Juegos Mediterráneos Contrarreloj
- 2.ª en el Campeonato Europeo Contrarreloj sub-23
- 2.ª en el Campeonato Europeo en Ruta sub-23
- Campeonato Mundial Contrarreloj sub-23

2024
- Le Samyn
- 1 etapa del Tour Internacional de los Pirineos
- Campeonato de Italia Contrarreloj

2025
- Campeonato de Italia Contrarreloj